# Газовый конфликт между Россией и Туркменистаном
Газовый конфликт между Россией и Туркменистаном — конфликт по поводу транспортировки туркменского газа, причиной которого послужила авария на участке газопровода «Средняя Азия — Центр» (САЦ-4), произошедшая 9 апреля 2009 года. Привёл к длительному прекращению поставок газа туркменской стороной. Поставки в Россию были возобновлены 9 января 2010 года.

## Предыстория конфликта
Россия является крупнейшим покупателем добытого в Туркменистане газа. В 2008 году «Туркменгаз» добыл 70,5 млрд кубометров природного газа, из которых экспортировал 47 млрд кубометров. В 2009 планировалось увеличить добычу природного газа до 75 млрд кубометров и отправить на экспорт более 51 млрд кубометров. В экспортном портфеле «Газпрома» туркменский газ занимает около 20 %.
Практически монопольное положение «Газпрома» позволяет ему проводить самостоятельную политику в регионе. После заключения в 2008 году контракта о ежегодной закупке 7 млрд кубометров природного газа у Узбекистана, закупки газа у Туркменистана были сокращены на такой же объём. 15 марта 2009 года был подписан меморандум, предусматривающий возможность своповых поставок «Газпромом» туркменского газа на север Ирана, куда Туркменистан до этого продавал газ самостоятельно.
Предполагалось, что 24—25 марта 2009 года, в ходе визита в Москву, президент Туркменистна подпишет межправительственное соглашение в газовой сфере, включающее строительство газопровода «Восток-Запад». Однако соглашение не было подписано — президент Туркменистана настаивал на исключении из соглашения пункта о присоединении газопровода «Восток-Запад» к Прикаспийскому газопроводу.
3 апреля 2009 года Туркменистан объявил международный тендер на проект газопровода «Восток-Запад», хотя ранее предлагалось передать эти работы российскому «Зарубежнефтегазу».
В декабре 2015 года Туркменистан завершил своими силами строительство газопровода «Восток-Запад», пропускная способность которого составляет 30 млрд. м³ в год.
Ряд источников связывает конфликт также со строительством газопровода «Шёлковый путь».

## Хронология событий

#### 9 апреля 2009 года. Авария на газопроводе
Первые сведения об аварии поступили утром 9 апреля от источников в «Узбекнефтегазе». Сообщалось, что взрыв произошёл на 487-м километре ветки САЦ-4 газопровода «Средняя Азия — Центр» между компрессорными станциями «Ильялы» и «Дарьялык» (территория Туркменистана) 8 апреля 2009 года в 20:18 минут по местному времени. Затем «Газпром» получил от «Туркменгаза» уведомление о том, что 9 апреля в 1:32 по местному времени на ветке газопровода произошёл взрыв с возгоранием. МИД Туркменистана обвинил в произошедшей аварии «Газпромэкспорт», который, по утверждению туркменской стороны, без предварительного уведомления сократил объёмы отбираемого газа. МИД Туркменистана назвал действия «Газпромэкспорта» «необдуманными и безответственными» и подчеркнул, что «такой подход является односторонним грубым нарушением условий контракта купли-продажи газа».

Вышедшее в 20:31 сообщение «Газпромэкспорта» о том, что «заявление МИД Туркменистана о виновности российской стороны в аварии на газопроводе беспочвенны» было аннулировано. Вечером того же дня РИА «Новости» разместило комментарий директора Института проблем нефти и газа РАН Анатолия Дмитриевского, который связал возникшую аварию с изношенностью газотранспортной системы или действиями диспетчерской службы Туркменистана .

#### 10 апреля 2009 года
Утром МИД Туркменистана повторно заявил, что причиной аварии явилось одностороннее грубое нарушение российской компанией «Газпромэкспорт» норм и правил закупки природного газа, которая оповестила об изменении объёмов пропуска газа лишь 7 апреля, что не позволило туркменской стороне вовремя изменить технологический режим работы . МИД Туркменистане сделал заявление и по поводу сделанных накануне заявлений Дмитриевского. В заявлении было отмечено, что приведённая им аргументация «не выдерживает никакой критики и никогда не будет приниматься туркменской стороной во внимание», а также то, что «подобные высказывания со стороны руководителя известного российского НИИ свидетельствует или о незнании положения дел в этой сфере, либо же о преднамеренном искажении фактов с подачи отдельных кругов, заинтересованных в извлечении определённых выгод из сложившейся ситуации»..

#### 13 апреля 2009 года
На заседании правительства президент Туркменистана поручил провести работу по организации международной экспертизы с целью выяснения причин аварии на газопроводе. Проведённая экспертиза должна позволить Туркменистану принять решения о дальнейших действиях, в том числе и требованиях о компенсации Туркменистану понесённого ущерба, вызванного аварией, также президентом Туркменистана было подписано постановление об образовании Межведомственной рабочей группы по энергетической дипломатии Туркменистана.

#### 16 апреля 2009 года
16 апреля 2009 года подписано соглашение Туркменистаном с немецкой энергетической компанией «RWE AG», предусматривающее транспортировку туркменского газа в Европу. Также RWE предложено разрабатывать блок 23 на шельфе Каспийского моря. Туркменская сторона даёт понять, что аналогичные соглашения могут быть заключены и с другими компаниями.

#### 30 апреля 2009 года
Министр энергетики Российской Федерации С. И. Шматко призвал решать возникшие разногласия на уровне корпораций двух стран.. В то же время министр отметил, что Россию в какой-то степени смущает заявления Туркменистана о смене её приоритетов в международном сотрудничестве по поставкам природного газа, а также то, что при этом Россия считает возможным сохранять долгосрочное сотрудничество в газовой сфере, если Туркменистан будет готова развивать отношения с Россией.
В Туркменистане с рабочим визитом находится делегация Пакистана, возглавляемая  советником премьер-министра Пакистана по вопросам нефти и минеральных ресурсов А. Хусейном. Делегация прибыла для обсуждения вопросов о поставках природного газа по трубопроводу ТАПИ (Туркменистан-Афганистан-Пакистан-Индия).

#### 1 мая 2009 года
По сообщению государственного информационного агентства Туркменистана (TDH), делегация Туркменистана примет участие на созванной по инициативе Евросоюза встрече в верхах «Южный коридор — новый Шёлковый путь» («Южное направление»), который состоится в Праге 8 мая 2009 года и будет посвящён реализации проекта Nabucco. Делегацию будет возглавлять заместитель председателя Кабинета министров Туркменистана Т. Тагиев, а в состав делегации представители руководства «Туркменгаза» и Государственного агентства по использованию углеводородных ресурсов при президенте Туркменистана.

#### 8 мая 2009 года
На открывшемся в этот день саммите Туркменистан отказался подписывать политическую декларацию о подготовке межправительственного соглашения по Nabucco.

#### 17 мая 2009 года
Президент Туркменистана Гурбангулы Бердымухамедов освободил от занимаемой должности первого заместителя председателя госконцерна «Туркменгаз» Дурды Таджиева за допущенные в работе коренные недостатки и за то, что он не справился с возложенными на него обязанностями .

#### 18 мая 2009 года
Министр энергетики Российской Федерации С. Шматко в ходе видеомоста «Москва-Берлин», организованного РИА Новости в преддверии Петербургского международного экономического форума, заявил, что Министерство энергетики Российской Федерации ожидает позитивных результатов от переговоров ОАО «Газпром» с Туркменистаном по поставкам газа. Министр заметил, что на сегодня идут переговоры между компаниями «Газпром» и «Туркменгаз» об урегулировании возникшей ситуации по поставкам газа, и что спор носит исключительно хозяйственный характер.

#### 27 мая 2009 года
Источник РИА Новости в государственном концерне «Туркменгаз» сообщил, что в тендере на строительство газопровода «Восток-Запад» выразили желание участвовать около 70 зарубежных компаний.

#### 2 июня 2009 года
Президент Туркменистана принял заместителя председателя Всекитайского комитета Народного политического консультативного совета КНР (ВК НПКС) госпожу Чжан Мейин. В ходе встречи Г. Бердымухамедов пообещал, что «совсем скоро по транснациональному газопроводу Туркменистан-Китай в КНР будет поставляться до 40 млрд м³ туркменского газа».

#### 3 июня 2009 года
В Ашхабаде начались российско-туркменские переговоры по вопросам межгосударственных отношений. Центральный вопрос переговоров – проблемы сотрудничества в газовой отрасли. Российскую делегацию возглавляет вице-премьер В. Зубков.

#### 6 января 2010 года
В Туркменистане введён в строй новый газопровод, который соединил Довлетабадское месторождение и местность Хангеран (Иран). Газопровод позволит довести общий объём поставок природного газа из Туркменистана в Иран до 20 млрд м³ ежегодно. С выходом на проектную мощность можно будет транспортировать ежегодно 12 млрд м³ природного газа. На первоначальном этапе будет прокачиваться около 6 млрд м³ природного газа в год.